# Alcyonidium diaphanum
Alcyonidium diaphanum är en mossdjursart som först beskrevs av Hudson 1778.  Alcyonidium diaphanum ingår i släktet Alcyonidium och familjen Alcyonidiidae. Arten är reproducerande i Sverige. Utöver nominatformen finns också underarten A. d. alcilobatum.